# Robert Shelton
Robert Shelton, nascido Robert Shapiro (Chicago, 28 de junho de 1926 – Brighton, 11 de dezembro de 1995) foi um crítico de música e cinema.
Ajudou a lançar a carreira de um então desconhecido Bob Dylan de 20 anos. Em 1961, Dylan estava se apresentando no Gerde's Folk City, no West Village, uma das áreas populares mais conhecidas em Nova Iorque, abrindo a apresentação do grupo de bluegrass Greenbriar Boys. A resenha positiva de Shelton no The New York Times trouxe publicidade crucial ao músico e o levou a um contrato de gravação com a Columbia. Shelton já o havia notado numa resenha para o New York Times na Hootenanny pela WRVR, doze horas ao vivo, em 29 de julho de 1961. "Entre os novos talentos promissores que merecem destaque estão um discípulo de Guthrie, de 20 anos de idade, chamado Bob Dylan, com uma maneira curiosamente arrebatadora e barulhenta." Esta foi a primeira performance de rádio ao vivo do cantor.

## Biografia
Shelton nasceu em Chicago em 1926 sob o nome de Robert Shapiro, filho de Joseph e Hannah Shapiro, imigrantes judeus russos. Seu pai, um químico pesquisador, nasceu em Minsk e veio para os Estados Unidos em 1905. Shelton foi criado em Chicago, serviu no Exército dos EUA na França entre 1944 e 1945 e frequentou a Escola de Jornalismo da Northwestern University. Mudou-se para Nova Iorque na década de 1950 e logo se juntou à equipe do The New York Times. Em 1955 foi um dos 30 funcionários do jornal intimados pelo Subcomitê de Segurança Interna do Senado, que foram informados pelo conselheiro do Times, Louis M. Loeb, de que seriam demitidos se defendessem a Quinta Emenda à Constituição. Shelton recusou-se a responder a perguntas do comitê sobre qualquer afiliação com o Partido Comunista ou sobre a colega de trabalho, Matilda Landsman, e foi indiciado por um grande júri por desdém. Como não defendeu a Quinta Emenda, foi autorizado a continuar trabalhando no Times, mas foi transferido do departamento de notícias para o grupo de entretenimento, onde tornou-se um crítico de música. Condenado e sentenciado a seis meses de prisão, recorreu de sua condenação e teve a mesma revertida por motivos técnicos, apenas para ser indiciado, julgado novamente, condenado e ter a condenação revertida novamente por tecnicidade. Depois de vários anos de recursos nos quais foi representado pelo famoso advogado das liberdades civis Joseph L. Rauh Jr., o caso foi finalmente abandonado em meados da década de 1960.
Por uma década resenhou músicas, em especial a tradicional, mas também a música pop e o country, tornando-se amigo de muitos artistas e ampliando sua influência para além das páginas do Times. Revisou o Newport Folk Festival (NFF) inaugural para o The New York Times:116 e o The Nation, e editou o programa para o famoso festival de 1963 sob o pseudônimo de "Stacey Williams".:135 Escreveu encartes de álbuns para vários artistas, incluindo o álbum de estreia de Bob Dylan (creditado a "Stacey Williams").:78 Durante o início dos anos 1960, Shelton co-editou uma revista, a Hootenanny,:102 ao mesmo tempo que sua amiga Linda Solomon editou uma revista diferente chamada ABC-TV Hootenanny.
Shelton passou 20 anos escrevendo e reescrevendo sua biografia de Dylan, No Direction Home, The Life and Music of Bob Dylan, que foi finalmente publicada em 1986, após anos de discussões com editores sobre o estilo e duração do trabalho. Sua intenção desde o início era escrever um estudo cultural sério, não uma biografia do showbiz; como resultado, ele mais tarde disse que o trabalho de sua vida foi "resumido em águas turbulentas". O título é retirado das letras do single "Like a Rolling Stone". O mesmo título, No Direction Home, foi usado por Martin Scorsese para seu documentário de 2005 sobre a carreira do cantor desde o início até seu acidente de moto em 1966. Outros livros de Shelton incluem Electric Muse: The Story Of Folk Into Rock e The Face of Folk Music.
No final dos anos 60 mudou-se para o Reino Unido, onde morou no sul de Londres e depois na cidade de Brighton, na costa sul, onde editou a página de Artes do Brighton Evening Argus e depois escreveu, principalmente sobre filmes, para várias outras publicações até sua morte. Em 1996, seus documentos e coleção de livros, registros e material de pesquisa foram doados ao Instituto de Música Popular da Universidade de Liverpool.

## Livros
- No Direction Home: The Life and Music of Bob Dylan, 1986, Da Capo Press reprint 2003, ISBN 0-306-81287-8.
- No Direction Home: The Life and Music of Bob Dylan: Revised and Updated Edition, 2011, Omnibus Press, ISBN 9781849389112 Uma nova edição, com cerca de 20 000 palavras do texto original restaurado de Shelton, publicado em 2011 para marcar o septuagésimo aniversário de Dylan.